# اوبربوایینگن
اوبربوایینگن (به آلمانی: Oberboihingen) یک شهر در آلمان است که در ااسلینگن واقع شده‌است. اوبربوایینگن ۵٬۴۲۴ نفر جمعیت دارد.